# 植ちゃん・学のなにわもぐもぐラジオ
植ちゃん・学のなにわもぐもぐラジオ (うえちゃん・がくのなにわもぐもぐらじお)はMBSラジオ、Radiotalkで2020年9月から2023年12月まで放送されたラジオ番組である。ハッシュタグは#もぐラジ。

## 番組概要
大阪府東大阪市出身の植田圭輔と高槻市出身の高本学が差し入れをもぐもぐしながら送るラジオ番組。

### 放送時間
MBSラジオ
毎週日曜24:00-24:30 (2021年10月3日 - 2023年12月31日)
Radiotalk
毎週月曜22:00 -
収録前後のトークも含めた収録の様子を生配信機能を使って配信

### 過去の放送時間
MBSラジオ
- 2020年9月6日-2020年9月27日
毎週日曜24:50-25:20
- 2020年10月4日-2021年3月28日
毎週日曜24:00-24:30
- 2021年4月4日-2021年9月26日
毎週日曜 21:00-21:30

### パーソナリティ
植田圭輔
高本学

### スタッフ
構成作家:根本幸大 (通称:ねもさん)
プロデューサー:高本慧

### その他
- 第51回の放送は大阪MBS本社からの生放送。
- 2021年10月には植田圭輔が学生時代によく通っていたアリオ八尾とのコラボが実現。YouTubeのアリオ八尾公式チャンネルにおいてコラボロケ動画が配信された。[1]
- 第84回の放送は植田圭輔が舞台休止などの状況を考慮し、大事をとってお休み。高本学1人での放送となった。
- 2022年7月25日(7月31日OA回)には第100回記念ロケとして移動中のバスの中から南房総のホテルでの収録までの約4時間、Radiotalkでの生配信を行った。
- 2022年12月26日の収録は第122回と第123回の2本録り。
- 第127回の放送は高本学が体調不良のためお休み。植田圭輔1人での放送となった。
- 第166回の放送でレギュラー放送が12月25日の収録(12月31日放送回)をもって終了することが発表された。
- 第171回の放送ではカプリチョーザへのロケの模様が放送された[2]。

## コーナー
オープニング小芝居
ミニコントから番組が始まる。前の収録で話題になったことや、2人の出演舞台をテーマに作られることが多い。
本日の差し入れ
前の回で決まった差し入れがケータリングとしてスタジオに届く。次の回の差し入れはRadiotalkの収録後パートにて、貰った差し入れのパーセンテージを元にルーレットを回して決める。
第7回よりトレードシステムが実装。交換したい場合はカードを選んで指令に挑戦。3回のチャレンジでRadiotalkの生配信を見ている人たちからギフトにある｢座布団｣を200枚以上(第7回のみ1回のチャレンジで10枚、第130回までは3回のチャレンジで50枚)飛ばせたら交換成立。差し入れを交換できる。第49回よりトレードシステムからシェアシステムに変更。指令をクリアすると差し入れをシェアできる仕様になった。
第137回は2人で1回ずつ指令に挑戦し、合計で｢座布団｣を1000枚飛ばせるとお互いのメニューシェア＋551の豚まんと焼売セットをゲットできるチャンスステージが行われた。
聴かせたい曲リクエスト
パーソナリティ2人に聞かせたい曲をその曲にまつわるエピソードとともに送ってもらうコーナー。

### 過去のコーナー
地元のツレから広めよう！
番組のリスナーを1人でも増やすべく、パーソナリティ2人の中学・高校の同級生に番組を聞いてもらうようお願いして感想を送ってもらうコーナー。
年末年始頑張ったこと生電話
リスナーと電話を繋いで2020年に頑張ったことを聞いていくコーナー。
オリジナル舞台メール
タイトル、キャスト4人とその配役、ジャンル、あらすじなど指定し、リスナーの考えるオリジナル舞台を紹介するコーナー。
教えて！うえじろう先生
リスナーからの舞台に関する疑問や質問にうえじろう先生(植田圭輔)が分かりやすく答えてくれるコーナー。
第53回(長江崚行代打ゲスト回)は｢教えて！りょきじろう先生｣、第55回(北村諒ゲスト回)は｢教えて！うえじろう先生、きたじろう先生｣、第56回(菊池修司代打ゲスト回)は｢教えて！しゅーじろう先生｣、第59回(三津谷亮代打ゲスト回)は｢教えて！みつじろう先生｣、第65回(寿里代打ゲスト回)には｢教えて！じゅりじろう先生｣が行われた。
エモい曲リクエスト
エモいエピソードと共にエモくなってしまう曲のリクエストを送ってもらうコーナー
5月もがんばっテルフォン
何かと気分が落ちこみがちな5月。リスナーと電話を繋ぎ、頑張ってる話を聞いて、｢つらいのはわたしひとりじゃない｣｢みんなで頑張っていこう｣と気持ちを一緒に高めていくコーナー
挨拶クイズ
第100回記念生配信内での特別コーナー。稽古場や現場に入ってきたときの挨拶でだいたい誰かわかるというトークから生まれたクイズ。ある人たちに挨拶を録音してもらいそれを聞いて誰かを当てる。
磯貝龍乎のふーんえっちじゃん
磯貝龍乎がRadiotalkで番組をやるならタイトルは何にするかという質問に対して｢磯貝龍乎のふーんえっちじゃん｣と答えたことから生まれた第144回限定の特別コーナー。いい声で読み上げたらセクシーに聞こえそうな言葉をリスナーから送ってきてもらうコーナー。｢ふーん､えっちじゃん｣｢おいおい､えっちじゃないじゃん！｣で判定する。

## ゲスト・代打ゲスト

### 放送ゲスト・代打ゲスト
- 第16回 上田悠介
- 第31回・32回 長江崚行 [注 1]
- 第35回 上田悠介
- 第38回 長江崚行
- 第40回・41回 松村龍之介 [注 2]
- 第44回 染谷俊之
- 第53回 長江崚行
- 第55回 北村諒
- 第56回 菊池修司
- 第59回 三津谷亮 [注 3]
- 第65回 寿里 [注 3]
- 第74回 長江崚行 [注 3]
- 第82回 三津谷亮 [注 3]
- 第85回 北村諒
- 第89回 上田悠介 [注 3]
- 第101回 君沢ユウキ
- 第104回 木津つばさ [注 4]
- 第108回 鳥越裕貴 [注 5]
- 第109回 長江崚行、磯貝龍乎 [注 3]
- 第113回 櫻井圭登 [注 3]
- 第128回 木津つばさ [注 3]
- 第132回 三津谷亮
- 第133回 菊池修司
- 第134回 染谷俊之
- 第135回 磯貝龍乎、寿里 [注 3] [注 6]
- 第136回 長江崚行、上田悠介 [注 6]
- 第144回 磯貝龍乎
- 第146回 櫻井圭登[注 3]
- 第157回 校條拳太朗 [注 3]
- 第165回 長江崚行
- 第168回 上田悠介[注 3]
- 第172回 松村龍之介
- 第173回 長江崚行

### 録音音声での出演
- 第54回 長江崚行、森久保祥太郎 [注 7]
- 第100回 長江崚行、君沢ユウキ[注 8]

### Radiotalkのみの音声出演
- 第54回 長江崚行 [注 9]
- 第63回 寿里
- 第69回 寿里
- 第94回 寿里
- 第100回 小波津亜廉、和合真一、森田哲矢(さらば青春の光) [注 10]

## イベント
なにわもぐもぐラジオ公開収録〜150回越えたけど初めて公録が出来ました〜
- 開催日 - 2023年8月8日
- 会場 - 品川ザ・グランドホール